# Шортанды (приток Тобола)
Шортанды (Чертанка; каз. Шортанды) — река в Казахстане, протекает по территории Житикаринского района Костанайской области. Левый приток реки Тобол.
Длина реки — 72 км, площадь водосборного бассейна — 1200 км². Формируется в логе Шортанды южнее села Шевченковка. Течёт на северо-восток. Впадает в Тобол по левому берегу напротив села Глебовка (1426 км от устья). Имеет левый приток Кусенсай. Река проходит через город Житикара.